# Jan Chrzciciel de la Salle
Jan Chrzciciel de la Salle, Jean-Baptiste de La Salle (ur. 30 kwietnia 1651 w Reims we Francji, zm. 7 kwietnia 1719) – francuski duchowny, założyciel Zgromadzenia Braci Szkół Chrześcijańskich (FSC), święty Kościoła katolickiego.

## Życiorys
Jan Chrzciciel był najstarszym z jedenaściorga dzieci Ludwika de La Salle i Nicole Moët de Brouillet. Miał dwie siostry (Maria i Róża Maria) i czterech braci (Jakub Józef, Jan Ludwik, Piotr i Jan Remigiusz). Reszta dzieci zmarła we wczesnym dzieciństwie.
W wieku 27 lat, w 1680 roku przyjął święcenia kapłańskie. Trzy lata później na uniwersytecie w Reims zdobył doktorat z teologii. Już jako duchowny opiekował się szkołą i sierocińcem prowadzonym przez Siostry od Dzieciątka Jezus (terezjanki). Za jego prośbą zatwierdzono ten zakon. Chcąc pomóc biednym dzieciom, pozwalał zamieszkać im na plebanii, której część zamienił na internat, a później pałac. Z czasem zaczął szukać ochotników, którzy mogliby pomóc w opiece, wychowaniu i kształceniu dzieci. Kobiety zajmowały się wyżywieniem. Gdy plebania była za mała, by pomieścić wszystkie sieroty, za pieniądze parafialne kupił od pewnej zamożnej kobiety duży dom i napisał regulamin sierocińca.
Z tych ofiarnych pomocników wyłoniło się zgromadzenie zakonne pod nazwą braci szkolnych i za jego początek przyjmuje się 24 czerwca 1684. Stworzył wiele typów szkół, takie jak podstawowe, wieczorowe, niedzielne, zawodowe, średnie, seminaria nauczycielskie. Każdy mógł się w nich uczyć, gdyż nauka była bezpłatna, a zajęcia odbywały się w języku ojczystym. Jan Chrzciciel de la Salle nie uczył w nich łaciny. Zaostrzył zakaz stosowania kar cielesnych, a kary moralne ograniczył do minimum. Na pierwszym miejscu stawiał wychowanie religijne, które oparł na chrześcijańskiej miłości i poszanowaniu godności człowieka, także dziecka. W 1681 powstała pierwsza szkoła założona przez św. Jana w Reims i Adriana Nyela, następną otwarto w Paryżu w 1688 roku. W sto lat potem szkoły lasaliańskie działały już na terenie całej Francji. Do rewolucji francuskiej (1789) w samej Francji zgromadzenie posiadało 126 szkół i ponad 1000 członków. Dzisiaj bracia szkolni mają swe szkoły w prawie 90 krajach.

## Dzieła

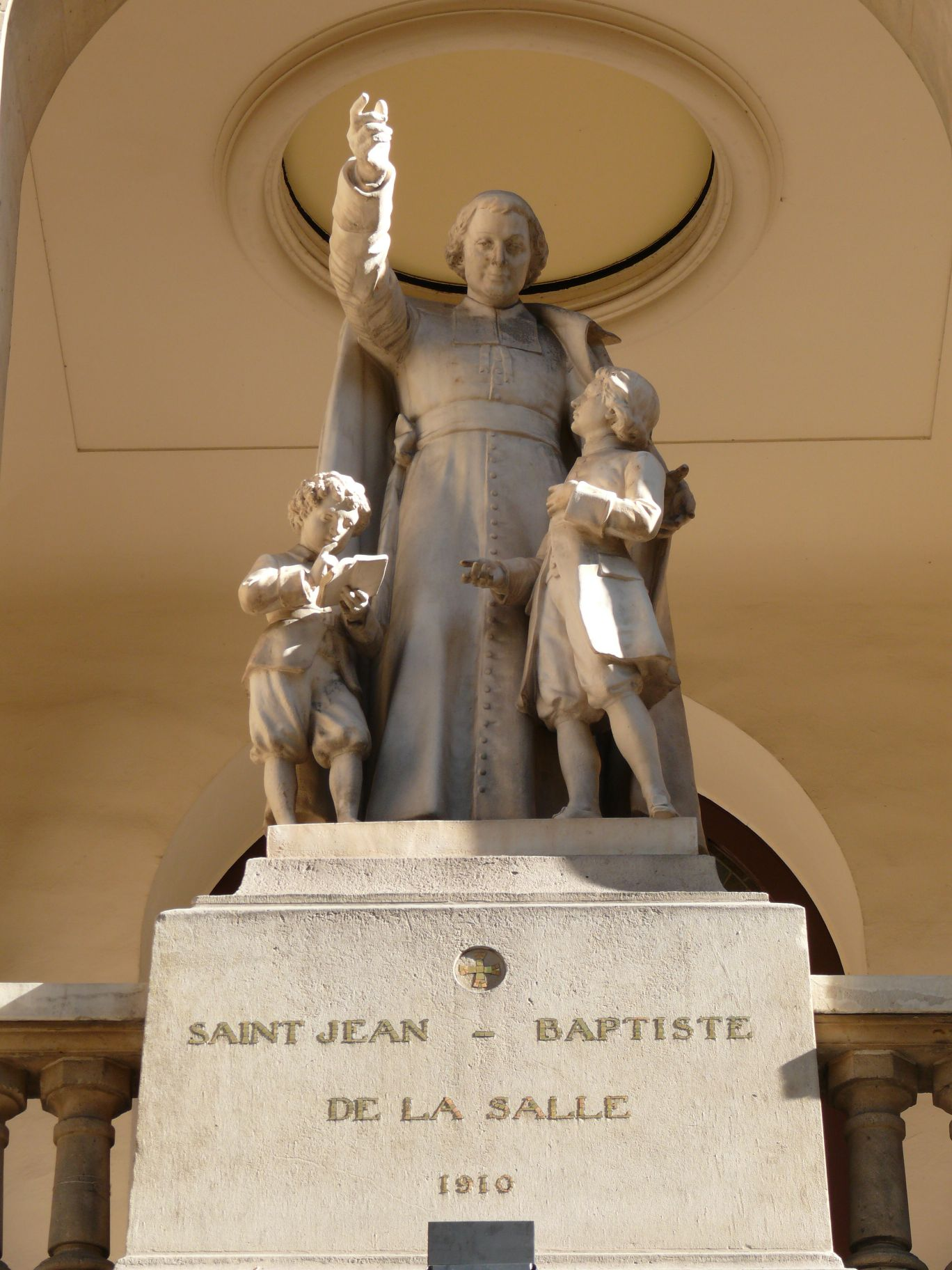
Pomnik Jana Chrzciciela de la Salle w kościele pod tym wezwaniem w Paryżu

Jan Chrzciciel de la Salle pozostawił po sobie pisma, a najcenniejsze to:
- Zasady dobrego wychowania
- Rozmyślania
- Prowadzenie szkół
- Obowiązki chrześcijanina

## Kult
W 1950 roku został ogłoszony patronem nauczycieli katolickich, przez papieża Piusa XII.
Jego wspomnienie obchodzone jest w Kościele katolickim w dies natalis (7 kwietnia) i ma rangę wspomnienia obowiązkowego.